# Austin Automobile Company
La Austin fu un costruttore di automobili dell'epoca detta brass era negli Stati Uniti d'America, con sede a Grand Rapids (Michigan) dal 1901 al 1921. La società venne fondata da James E. Austin con il figlio Walter Austin. I prodotti furono automobili touring con sistemi di sospensioni a molla balestra e passo molto lungo, tale da permettere un notevole confort rispetto a marchi concorrenti, sulle dissestate strade di inizio secolo.

## Storia
La prima auto fu introdotta nel 1902, con motore due cilindri da 16 hp. Per diversi anni la colorazione della carrozzeria non era opzionale, ma alcuni modelli vennero fatti in bianco o marrone chiaro. Seguì un modello con motore quattro cilindri da 35 o 50 hp nel 1904.
Nel 1907 la 60 hp (45 kW) LX model ebbe otto posti a sedere. Il modello XC nel 1908 da 90 hp (67 kW) 13 litri sei cilindri venne descritta come "sportiest kind of car it is possible to get", da Walter S. Austin. Il costo era di US$7000. Dal 1911 vennero introdotte le fanalerie elettriche.
Il modello del 1908 e del 1915, con motore sei cilindri con 572in3 (9.383 cc) (4½×6 inches, 114×152 mm) fu disponibile a tre posti tourer o touring roadster. Il nome "Highway King" fu adottato nel 1916.
Nel 1917 la società offrì un V12 sulla "Highway King", prodotta fino alla chiusura della società nel 1920, nel primo dopoguerra.
La produzione dell'azienda nel ventennio si aggirava sulle 30 auto annuali, 1.000 circa quelle prodotte in totale. Dopo la chiusura la famiglia Austin si occupò di immobili.

## Galleria d'immagini
|  |  |  |